# Taiping Guangji
Los 'Extensos Registros [de la era] Taiping' (en chino tradicional, 太平廣記; en chino simplificado, 太平广记; pinyin, Taiping Guǎngjì) es una colección de relatos compilados bajo la dirección de Lǐ Fǎng (李昉) en 978, bajo la dinastía Sòng (宋). Se llegaron a cortar los bloques para la impresión, pero se impidió su publicación debido a que solo contenía xiaoshuo (relatos sobrenaturales) y por tanto, "sin utilidad para los jóvenes estudiantes". Sobrevivió en manuscrito hasta que se publicó bajo la Dinastía Ming.
El libro se divide en 500 volúmenes y se compone de cerca de 3 millones de caracteres chinos. Se trata de una colección de cerca de 7000 historias seleccionadas de más de 300 libros y novelas desde la dinastía Hàn (漢)  hasta inicios de la dinastía Sòng, muchas de las cuales se han perdido. Algunas historias son anécdotas históricas o naturalistas, cada una está repleta de una serie de elementos históricos y sus autores no las consideraron ficción, pero los temas son en su mayoría sobrenaturales, sobre sacerdotes budistas y taoístas, inmortales, fantasmas, y varias deidades. Incluyen una serie de historias de la dinastía Táng (唐), especialmente chuanqi (傳奇, traducido aprox. como «biografías sorprendentes o cuentos maravillosos»); estas últimas mantuvieron históricamente una gran relevancia en el resto de la literatura china e inspiraron la confección de otras obras posteriores.  